# Birgitta Jónsdóttir
Birgitta Jónsdóttir (née le 17 avril 1967 à Reykjavik) est une femme politique et militante pour la liberté de la presse islandaise. Elle est membre de l'Althing (le parlement islandais) depuis avril 2009, représentant à l'origine le parti politique Mouvement des citoyens, un mouvement visant la réforme démocratique au-delà des partis politiques de gauche et de droite, puis le parti Le Mouvement et représentant actuellement le Parti pirate islandais qu'elle a fondé en 2012,,.
Elle a été la porte-parole de plusieurs groupes dont WikiLeaks, Saving Iceland (en) et Friends of Tibet en Islande. Elle est en 2012 la rapporteuse de la loi Icelandic Modern Media Initiative. Birgitta Jónsdóttir est également poète, écrivain, artiste et éditeur.

## Biographie

### Jeunesse
Birgitta Jónsdóttir nait à Reykjavik le 17 avril 1967. Son père, Jón Ólafsson (1940-1987), est armateur et sa mère, Bergþóra Árnadóttir (en) (1948-2007), une musicienne folk.

### Carrière de poète
Son premier recueil de poésie est publié alors qu'elle a 22 ans par le plus grand éditeur d'Islande, Almenna Bókafélagið, AB books, en 1989. Elle organise Art against war où un certain nombre de poètes et d'artistes islandais viennent pour protester contre la guerre en Irak. Elle met en place la première galerie d'art islandaise en ligne pour l’Apple Shop. Birgitta Jónsdóttir a participé à plusieurs projets internationaux liés à l’écriture et à l'activisme dont Poets Against the War, Dialogue among Nations through Poetry et Poets for Human Rights. Elle a également édité et publié internationalement deux livres, The World Healing Book et The Book of Hope qui contiennent des écrits de Lawrence Ferlinghetti, de Rita Dove, du Dalai Lama, de Rabbi Michael Lerner, de John Kinsella et de Sigur Rós. Elle est la fondatrice de Beyond Borders Press et de Radical Creations. Birgitta Jónsdóttir fait partie de l'International Network of Parliamentarians’ for Tibet (INPaT)[réf. souhaitée].

### Carrière politique
En 2009, elle est élue députée de la circonscription de Reykjavíkurkjördæmi suður, sous l'étiquette du Mouvement des citoyens. Après le départ du parti du député Þráinn Bertelsson, elle forme avec les deux autres députés du parti, Þór Saari et Margrét Tryggvadottir, le parti Le Mouvement. En 2012, Birgitta participe à la fusion du Mouvement des citoyens, de Le Mouvement et du Parti libéral au sein du nouveau parti Aube. Peu après, elle fonde avec d'autres activistes, parmi eux Smári McCarthy, le Parti pirate islandais.
Elle est réélue députée en 2013 dans la circonscription de Suðvesturkjördæmi sous l'étiquette du Parti Pirate, et réélue de nouveau en 2016 pour la circonscription de Reykjavíkurkjördæmi norður.
Le 2 décembre 2016, elle est chargée par le président islandais Guðni Th. Jóhannesson de former le nouveau gouvernement à la suite des élections législatives de 2016 où le Parti pirate est arrivée troisième et a obtenu 10 des 63 sièges de l'Althing. Néanmoins, elle échoue à lancer des négociations officielles et doit rendre son mandat le 12 décembre,.
En décembre 2016, Birgitta Jónsdóttir part pour trois jours à Moscou pour rencontrer le lanceur d'alerte Edward Snowden en compagnie de Larry Lessig. Ils y tourneront le documentaire de Flore Vasseur "Meeting Snowden".

## Activités

### Initiatives pour la liberté de la presse
Birgitta Jónsdóttir est une volontaire active pour WikiLeaks et a eu un rôle important dans la production de la vidéo Collateral Murder. Elle a milité pour faire de l'Islande un refuge pour la liberté de la presse  et elle est l'initiatrice de l'Icelandic Modern Media Initiative qu'elle a activement soutenu,,,. Le 18 juin 2010 elle annonce à Brian Ross d'ABC News que WikiLeaks va diffuser une vidéo d'une attaque aérienne américaine en Afghanistan. En septembre 2010, elle rompt avec Wikileaks, reprochant à l'organisation son manque de transparence,.
Le 7 janvier 2011 Birgitta Jónsdóttir annonce sur sa page Twitter que la société lui a fait part d'un subpoena du département de la Justice des États-Unis « sur tous ses tweets et plus depuis le 1er novembre 2009. » Selon Glenn Greenwald de Salon.com :

« La demande du DOJ est très large. Elle inclut toutes les adresses email et les informations de facturation connues pour l'utilisateur, tous les enregistrements et les heures de connexion, toutes les adresses IP utilisées pour accéder à Twitter, tous les comptes mails connus ainsi que « les moyens et les sources de paiement » dont les enregistrements bancaires et les informations de cartes bancaires. Le DOJ cherche toutes les informations postérieures au 1er novembre 2009. »

## Œuvres
- (en) Birgitta Jónsdóttir, The Book of Hope, Lorenzo Pr., 2002, 127 p. (ISBN 9789979953128)
- (en) Birgitta Jónsdóttir, The World Healing Book, Lorenzo Pr., 2002, 160 p. (ISBN 9789979953111)